# Malepa Bolelang
Malepa Bolelang (Gaborone, 25 febbraio 1982) è un ex calciatore botswano, di ruolo attaccante.

## Carriera

### Club
Ha giocato per 14 stagioni consecutive nella prima divisione del Botswana, competizione che nel 2007 ha anche vinto.

### Nazionale
Tra il 2004 ed il 2010 ha totalizzato complessivamente 25 presenze e 2 reti in nazionale.

## Palmarès

### Club

#### Competizioni nazionali
- Botswana Premier League: 1

ECCO City Greens: 2007